# Adilchan Jerżanow
Adilchan Jerżanow, kaz. Әділхан Ержанов (ur. 7 sierpnia 1982 w Żezkazganie) – kazachski reżyser, scenarzysta i montażysta filmowy. Jedna z wiodących postaci współczesnego kina w Kazachstanie.

## Życiorys
Zadebiutował filmem krótkometrażowym Bachytżamał (2007) i była to jego praca zaliczeniowa na studiach. W 2009 ukończył reżyserię na Kazachskiej Narodowej Akademii Sztuk w Ałma-Acie. Jego fabularnym debiutem pełnometrażowym był obraz Rieltor (2011).
Płodny autor kilkunastu filmów fabularnych, m.in. Właściciele (2014), Szlaban (2015), Zaraza we wsi Karatas (2016), Nocny Bóg (2018), Ciemny, ciemny typ (2019), Walka Atbaia (2019), Ulbolsyn (2020), Odporność stadna (2021), Goliat (2022), Szturm (2022) czy Ademoka (2022).
Jego dramat obyczajowy Łagodna obojętność świata (2018) zaprezentowany został w ramach sekcji "Un Certain Regard" na 71. MFF w Cannes. Inny film Jerżanowa, Żółty kot (2020), miał swoją premierę w sekcji "Horyzonty" na 77. MFF w Wenecji i był oficjalnym kandydatem Kazachstanu do Oscara dla najlepszego filmu nieanglojęzycznego.
Żona reżysera, Inna Smaiłowa, jest współscenarzystką niektórych jego filmów.